# Великодна Олександра Кузьмівна
Олекса́ндра Ку́зьмівна Велико́дна (23 квітня 1914, Бухалівка сучасного Зіньківського району — 26 березня 2002) — українська вишивальниця, заслужений майстер народної творчості УРСР, була у складі Спілки майстрів народної творчості України.

## Життєпис
Мама була рукодільницею, й Олександра з малих літ взяла в руки голку, батько рано помер, полишивши чотирьох дітей. 1933 року з голоду померла мати та двоє сестер. Перебідувавши, подалася до Полтави, де її прийняла одна жінка — Ганна Стрельнікова, яка й розвинула її вишивальницький хист, бо сама працювала на фабриці художніх виробів (сучасне ТОВ «Леся Українка»).
1935 року почала працювати в системі народних художніх промислів УРСР — в Опішнянській артілі. Нацистську окупацію пережила в Полтаві, після війни працювала над відбудовою фабрики.
1968 — творчий майстер художньої фабрики «Полтавчанка».
Брала участь в обласних, республіканських, всесоюзних виставках творів народних художніх промислів. 1976 — в Болгарії, США, 1977 — міжнародний ярмарок у Лейпцизі; Празі, Токіо, Канаді, у Європейському музеї Брюсселя.
1976 року нагороджена Дипломом лауреата Першого Всесвітнього фестивалю за участь у виставках, також Почесною грамотою Міністерства місцевої промисловості УРСР, дипломами мінкультури СРСР, Академії мистецтв, Союзу художників СРСР, грамотами Полтавського будинку народної творчості — «за активну пропаганду та розвиток народної творчості — вишивку».
Учасниця II Республіканського фестивалю народного мистецтва 1987 року, та всіх виставок, що проводилися Республіканським Будинком народної творчості.

## Творчість
Створила понад 700 малюнків для традиційних полтавських вишивок за старовинними народними мотивами, чоловічих сорочок «Чумачок», скатертин, серветок, доріжок, блуз. Використовувала народні техніки «гречечка», «зерновий вивід», «солов'їні вічка», коса та лічильна коса гладь, різноманітні мережки та обідки.
Її твори зберігаються, зокрема, в Київському музеї українського декоративно-прикладного мистецтва, Національному музеї народної архітектури і побуту, Полтавському краєзнавчому музеї.